# Green Bay Packers 1931
La stagione 1931 dei Green Bay Packers è stata l'11ª della franchigia nella National Football League. La squadra, allenata da Curly Lambeau, ebbe un record di 12-2, terminando prima in classifica e diventando il primo club della NFL a vincere tre titoli consecutivi.

## Calendario
| Stagione regolare |                   |                            |           |
| Gara              | Data              | Avversario                 | Risultato |
| 1                 | 13 settembre 1931 | Cleveland Indians          | V 26–0    |
| 2                 | 20 settembre 1931 | Brooklyn Dodgers           | V 32–6    |
| 3                 | 27 settembre 1931 | Chicago Bears              | V 7–0     |
| 4                 | 4 ottobre 1931    | New York Giants            | V 27–7    |
| 5                 | 11 ottobre 1931   | Chicago Cardinals          | V 26–7    |
| 6                 | 18 ottobre 1931   | Frankford Yellow Jackets   | V 15–0    |
| 7                 | 25 ottobre 1931   | Providence Steam Roller    | V 48–20   |
| 8                 | 1 novembre 1931   | at Chicago Bears           | V 6–2     |
| 9                 | 8 novembre 1931   | Staten Island Stapletons   | V 26–0    |
| 10                | 15 novembre 1931  | at Chicago Cardinals       | S 21–13   |
| 11                | 22 novembre 1931  | at New York Giants         | V 14–10   |
| 12                | 26 novembre 1931  | at Providence Steam Roller | V 38–7    |
| 13                | 29 novembre 1931  | at Brooklyn Dodgers        | V 7–0     |
| 14                | 6 dicembre 1931   | at Chicago Bears           | S 7–6     |

## Classifiche
| Classifica NFL           |    |    |   |      |     |     |     |
|                          | V  | S  | P | %    | PF  | PS  | STR |
| Green Bay Packers        | 12 | 2  | 0 | .857 | 291 | 87  | S1  |
| Portsmouth Spartans      | 11 | 3  | 0 | .786 | 175 | 77  | V1  |
| Chicago Bears            | 8  | 5  | 0 | .615 | 145 | 92  | S1  |
| Chicago Cardinals        | 5  | 4  | 0 | .556 | 120 | 128 | V1  |
| New York Giants          | 7  | 6  | 1 | .538 | 154 | 100 | V2  |
| Providence Steam Roller  | 4  | 4  | 3 | .500 | 78  | 127 | P1  |
| Staten Island Stapletons | 4  | 6  | 1 | .400 | 79  | 118 | V2  |
| Cleveland Indians        | 2  | 8  | 0 | .200 | 45  | 137 | S5  |
| Brooklyn Dodgers         | 2  | 12 | 0 | .143 | 64  | 199 | S8  |
| Frankford Yellow Jackets | 1  | 6  | 1 | .143 | 13  | 99  | S2  |

Nota: i pareggi non venivano conteggiati ai fini della classifica fino al 1972.